# Kollisionen ved Stureterminalen 2018
Kollisionen ved Stureterminalen 2018, også kaldet kollisionen i Øygarden, fandt sted klokken 04.03 den 8. november 2018 i Hjeltefjorden, nord for Stureterminalen i Øygarden, Hordaland fylke, da den norske fregat KNM Helge Ingstad kolliderede med det maltesisk indregistrerede tankskib Sola TS.

## Skibene

### KNM Helge Ingstad
KNM Helge Ingstad (F 313) er en fregat i Fridtjof Nansen-klassen, leveret til Sjøforsvaret i 2009. Skibet er 134 meter langt og har en topfart på over 26 knob. Det havde 137 personer ombord, hvoraf otte blev lettere såret. Fregatten var en del af Standing NATO Maritime Group 1 og var på vej mod Haakonsvern orlogsstasjon efter at have deltaget i NATO-øvelsen Trident Juncture 2018, destinationen blev senere korrigeret til Dundee i Skotland. Ifølge NATO var skibet i færd med navigationsøvelser da kollisionen indtraf. Fregatten havde ikke lods om bord. Helge Ingstad sejlede uden AIS aktiveret, hvorved skibet ikke var identificerbart for andre skibe eller VTS-centralen i Fedje. AIS blev først aktiveret efter kollisionen. Fregatten havde dog kontaktet VTS-centralen inden den gik ind i området, hvor centeret godkendte fregattens sejlads.
Fregatten kostede som ny 3,5 milliarder norske kroner. I 2018 var den regnskabsført til 1,8 milliarder norske kroner.

### Sola TS
Tankskibet Sola TS (IMO-nummer: 9724350) er et tankskib bygget i 2017 og er indregistreret på Malta. Det er 250 meter langt, og havde under ulykken 24 personer ombord. Ingen om bord blev såret under kollisionen. Skibet var på vej mod Tetney olieterminalen ved Humbererns udløb i Storbritannien, og var afgået fra Stureterminalen 20 minutter før det kolliderede med fregatten. Det var lastet med 625.000 tønder råolie, med slæbebåden "Tenax" som støtte. Tankskibet fik under kollisionen mindre skader i boven og sejlede til Gdansk for reparationer. I slutningen af december 2018 var skibet tilbage i normal sejlads.

## Optakt
Forud for ulykken havde fregatten ikke Automatic Identification System (AIS) aktiveret, hvilket ikke er usædvanligt for norske orlogsfartøjer. AIS blev først aktiveret efter kollisionen. Ifølge Bergens Tidende var fregatten gentagne gange blevet kaldt op af tankskibet der spurgte ind til hvorvidt fregatten ville vige tilbage, hvortil fregatten svarede "Vi har kontrol". Fregatten skal ifølge det norske netmedie "aldrimer.no" også være kontaktet af det lokale VTS-center i Fedje som ville advare om at man var på kollisionskurs med tankskibet, det er endnu ikke afklaret hvorvidt denne melding blev modtaget.

## Kollisionen
Ifølge optagelser fra maritim VHF som VG offentliggjorde 10. november 2018 var der radiokommunikation mellem Sola TS, Helge Ingstad og Fedje VTS-center forud for ulykken. Tre minutter før kollisionen spurgte Sola TS VTS-centeret om hvilket fartøj der kom sejlende imod dem. Fedje VTS-center svarede at det vidste man ikke, men kunne efterfølgende oplyse at det muligvis kunne være Helge Ingstad. På dette tidspunkt blev der etableret radiokontakt mellem Sola TS Helge Ingstad, hvor Helge Ingstad blev bedt om at dreje mod styrbord. Det skete ikke og kort efter indtraf kollisionen. Fragtskibet MS Vestbris passerede fregatten umiddelbart efter kollisionen. Styrmanden på Vestbris så ingen lys på fregatten. Det er ikke usædvanligt at orlogsfartøjer kun viser de påbudte navigationslys.
Tankskibet blev beskadiget i området omkring skibets bov, hvor der opstod et hul på 90x60 centimeter i skroget på styrbord side på højde med ankerklysset. Lønningen på styrbord side blev bøjet flere steder og ankerklysset blev trykket ind hvorved ankerspillet blev ødelagt, sandsynligvis på grund af skader på den hydrauliske motor.
Fregattens skrog blev beskadiget, agten for tværs om midtskibs over vandlinjen og agtenud under vandlinjen. Først blev 127 af de 137 om bord evakueret. Senere besluttede skibschefen at de sidste ti mand også skulle forlade skibet. Klokken 06.40 var alle besætningsmedlemmer bragt i land. Seks af de skadede blev sendt til den lokale lægevagt, mens to blev sendt til Haukeland universitetssykehus.
Efter kollisionen mistede skibet styreevnen. Fregatten blev herefter bevidst sat på grund for at undgå at det skulle synke.
Senere offentliggjorde VG et radarplot og en lydoptagelse af kommunikationen mellem parterne. Her meldte Helge Ingstad om tab af fremdrift, men nævnte intet om tab af styreevne. Før Ajax og andre hjælpefartøjer fra Stureterminalen kom frem til fregatten var den grundstødt tæt på land. Der er efterfølgende lækket omtrent 10.000 liter helikopterbrændstof ud i vandet fra fregatten.

## Konsekvenser på land og offshore
Efter kollisionen valgte Equinor at standse produktionen på Stureterminalen. Det medførte produktionsstop på oliefelterne Osebergfeltet, Granefeltet, Svalinfeltet, Edvard Grieg-feltet og Ivar Aasen-feltet samt på gasfeltet Troll A. Produktionen på Kollsnes blev også standset. Gassco frygtede en eksplosion med konsekvenser for en gasrørledning 200 meter fra ulykkesstedet. Produktionen blev genoptaget samme aften.

## Bjærgningsoperationen
Sjøforsvaret påtog sig ansvaret for hævningen af fregatten, hvilket de efterfølgende er blevet kritiseret for. Norges Miljøvernforbund har hævdet at Sjøforsvaret ikke har den nødvendige kompetencer til at forestå bjærgningen og har ytret ønske om at Kystverket skulle overtage denne rolle.
Bjærgningsoperationen ledes af Sjøforsvaret med støtte fra Forsvarsmateriell i samarbejde med eksterne aktører. Kystverket er ansvarlig for miljøsikring. Politiet er ansvarlig for at håndhæve den etablerede forbudszone omkring fartøjet på 500 meter på land og 1000 meter på søsiden.
Efter ulykken blev fregatten sat på grund og blev et antal slæbebåde holdt fregatten op mod land for at undgå at den skulle synke. Fregatten blev liggende med kraftig slagside mod styrbord og delvis under vand. For at undgå at den skulle synke eller blive mere ustabil blev den sikret med 10 wirer fæstnet til den nærtliggende klippekyst dagen efter ulykken. Dagen efter ulykken var personel fra Sjøforsvaret om bord for at sikre wirerne om bord yderligere og bjærge datainformation fra fregattens sorte boks i forbindelse med havariundersøgelsen.
Tidlig om morgenen 13. november sprængtes flere af wirerne som holdt fregatten på plads, hvilket førte til at fregatten sank yderligere så kun toppen af formasten og en smule af skibets hangar nu er stikker op over havoverfladen. Flere eksperter kritiserede brugen af wirer som utilstrækkelig, men Sjøforsvaret afviste kritikken og hævdede at wirerne var korrekt monteret.
To kranskibe, "Gulliver" og "Rambiz" fra det belgiske selskab Scaldis er blevet hyret til at løfte fregatten op på prammen "BOAbarge 33".Dykkerfartøjet MS Risøy fra SubseaPartners skal forberede tømningen af fregattens brændstoftanke. Tankene indeholder 460.000 liter marinediesel. Hævningen af afhængig af vejrforholdene og blev udsat flere gange. Selve hævningen blev iværksat mandag 26. februar 2019. Vejrudsigten var uhensigtsmæssig og det blev besluttet af flytte operationen til Hanøytangen. Om aftenen tirsdag 27. februar påbegyndte man flytningen af Helge Ingstad, hængende i kranerne fra de to kranskibe. Fregatten blev transporteret de 15 nautiske mil til Hanøytangen. Lørdag 2. marts var fartøjet hævet og overført til prammen. Søndag 3. marts begyndte man flytningen af Helge Ingstad til Haakonsvern orlogsstasjon hvor det ankom til hovedkajen ca. kl. 23:00. Her blev fregattens resterende våben og brændstof fjernet. Onsdag den 10. april havde fregatten fået tætnet skroget ved at svejse stålplader på, så skibet kunne søsættes igen.

## Efterspil
Statens havarikommisjon for transport (SHT) og Statens havarikommisjon for Forsvaret (SHF) foretager en fælles havariundersøgelse i samarbejde med den maltesiske havarimyndighed Marine Safety Investigation Unit og Spaniens havarikommission CIAIM. SHT leder undersøgelsen, og har afhørt alle som var tilstede på broen på begge skibe samt slæbebåden Tanax som eskorterede tankskibet. Undersøgelsen tager ikke til stilling til civil eller strafferetsligt ansvar/skyld. Sjøforsvaret foretager sideløbende en intern undersøgelse som bliver delt med civile havariundersøgelse. Det norske politi har ligeledes iværksat en efterforskning af kollisionen. med hjemmel i straffeprosesslovens paragraf 224.
Efterfølgende er det blevet spekuleret hvorvidt Sola TS lå for langt mod vest i sejlruten. Dette tilbageviser lodsvæsenet imidlertid og angiver at skibets placering var indenfor normalen. Forsvarsdepartementet har oplyst at en officer fra US Navy var til stede på broen på Helge Ingstad da kollisionen indtraf.
SHT fremførte nogle initiale konklusioner i en foreløbig rapport den 29. november 2018. Personellet på broen på Helge Ingstad, både før og efter vagtskiftet 20 minutter før ulykken var af den opfattelse at lysene de så fra Sola TS var fra et stationært objekt i tilknytning til Stureterminalen, og ikke fra et modgående skib. I strid med søvejsreglerne benyttede Sola TS de samme dækslys til søs, som da det lå ved kaj. Personellet på broen på Helge Ingstad var af den opfattelse at radioopkaldet lige før ulykken var fra en af de tre øvrige modgående skibe. SHT har ligeledes afdækket af de vandtætte skot på Helge Ingstad ikke var vandtætte og har fremført to sikkerhedskritiske varsler vedrørende dette. Statsminister Erna Solberg udtalte efterfølgende at et erstatningskrav mod det spanske værft kan blive aktuelt og Forsvarsmateriell varslede efterfølgende værftet Navantia i et brev at det kunne komme retslige skridt mod værftet. Navantia svarede den 11. januar 2019 at værftet ikke mener at der grundlag for dette.
Under politiets efterforskning har anklagemyndigheden afhørt vagtchefen på Helge Ingstad, lodsen på tankskibet og en ansat på trafikcentralen på Fedje med sigtedes rettigheder.
I september 2019 indgik Forsvarsdepartementet en kontrakt med PricewaterhouseCoopers om at gennemføre en ekstern og uafhængig granskning af bjærgningsoperationen, i tidsrummet fra besætningen var evakueret til fartøjet blev bragt til Haakonsvern orlogsstasjon. Granskningen skal offentliggøres ved udgangen af 2019.
Forsvarsministeriet gav 24. juni Forsvarsmateriell til opgave at afhænde Helge Ingstad.

## Havarikommissionens undersøgelse
Havarikommissionen offentliggjorde en delrapport den 8. november 2019, på 1-årsdagen efter ulykken. Konklusionen var at en række systematiske, organisatoriske, operative og tekniske faktorer havde medvirket til at muliggøre ulykken.
Vagtchefen på Helge Ingstad var ung og uerfaren og både vagtchefen og vagtchefsassistenten havde samtidig hver sin person under oplæring. Brobesætningen holdt ikke godt udkig og brugte ikke de tekniske hjælpemidler så godt at de i tide kunne opdage at det de mente var et stationært objekt med kraftige lys egentlig var Sola TS som var på kollisionskurs. Baseret på en låst situationsforståelse om at objektet var stationært og at sejlasen var under kontrol, blev radar og AIS i lille grad benyttet til at overvåge farvandet», fremfører rapporten.
Havarikommissionen påpegede også at den fremadvendte dæksbelysning på Sola TS gjorde det vanskelig for fregattens brobesætning at se navigationslanternerne og en signallampe fra broen på tankskibet. Kommunikationen mellem lodsen og brobesætningen på tankskibet kunne også have været bedre, påpegede Havarikommissionen.
Trafiklederen på Fedje VTS havde ikke god nok situationsforståelse og overblik og gav dermed ikke relevant og rettidig information til de involverede fartøjer, og foretog ikke den fornødne trafikregulering da tankskibet afgik fra Stureterminalen.
At Helge Ingstad havde sin AIS indstillet til passiv førte til at hverken Fedje trafikcentral eller Sola TS havde Helge Ingstad identificeret på deres systemer.
Havarikommissionen har fremsendt 15 sikkerhedsanbefalinger til de involverede parter, ni rettet mod Sjøforsvaret. En anbefaling rettet til Forsvarsministeriet, to til rederiet Tsakos Columbia Shipmanagement S.A., som ejer Sola TS, to til Kystverket og en til Sjøfartsdirektoratet.